# Radoslava Premrl
Radoslava Frančiška (Rada) Premrl, slovenska kulturna delavka, * 22. september 1921, Podnanos, † 25. junij 2009, Trst.

## Življenje in delo
Rodila se je v družini trgovca Franca in učiteljice Silve Premrl rojene Balanč v Šembidu pri Vipavi, sedaj Podnanos. Po končani ljudski šoli v rojstnem kraju je leta 1931 odšla v Gorico, kjer je 1937 končala trgovsko šolo, potem pa se je vrnila domov in pomagala v trgovini ter vodila knjigovodstvo. Po italijanskem napadu na Kraljevino Jugoslavijo je sama vodila trgovino, ker so starše in brata Cirila, starejši brat Janko je tedaj služil vojaški rok v južni Italiji, aretirali. Jeseni 1941 je začela sodelovati z narodnoosvobodilno borbo, dala bratu Janku, ki je pozimi 1941 prišel na bolniški dopust potrebne informacije, da je prišel v stik s partizani, katerim se je nato pridružil 3. februarja 1942. Na večer velikonočne sobote 1942 ga je zadnjič videla kot partizana, ker so jo 11. aprila 1942 z očetom in mamo zaprli v goriške sodnijske zapore. Konec junija 1942 so jo z mamo poslali v internacijo v Omegno (pokrajina Novara), tu je ostala do kapitulacije Italije, ko je pobegnila in se vrnila v Vipavo. Doma ni mogla živeti, ker so ji fašisti požgali dom. Preživljala se je s kmetovanjem, starši brat Ciril in sestra Božena pa so se vrnili poleti 1944. Konec leta 1943 je bila imenovana za učiteljico na partizanski enoletni razrednici v vaseh Lože in Manče. Jeseni 1944 je organizirala pouk v enorazrednici v Podkraju, kasneje pa je do osvoboditve poučevala v Lozicah. V šolskem letu 1945/1946 je pričela poučevati na osnovni šoli v Vipavi. Leta 1947 je opustila poučevanje in se kot uradnica zaposlila v Trstu, naprej na uvozno izvoznem zavodu UIVOD, kasneje pri pomorski agenciji Russo, nazadnje pa pri Adriaimpexu, od koder so odpustili spomladi 1954, ker je njen mož Boris Pahor pričel leta 1953 izdajati neodvisno tržaško kulturno revijo Sidro.
Premrlova je že med vojno sodelovala v brošuri Za Vojkom s kratkim življenjepisom o bratu Janku. V reviji Zaliv je med leti 1966 štev. 23 do 1972 štev. 36/37 pod naslovom Moj brat Janko-Vojko objavljala spomine na družino in brata Janka, v predzadnjem nadaljevanju je dostavila »in njegova družina«. Spomini so leta 1992 izšli v samostojni knjigi (COBISS). V spominih je z veliko umetniško močjo predstavila brata in vso družino ter tragičen konec sestre Božene, ki so jo četniki ob umiku s slovenskih krajev 30. aprila 1945 odpeljali od doma, zabodli in ustrelili. Prav tako je natančno predstavila razmere v domačih krajih in v internaciji. Vrsto let je tudi sodelovala pri literarnih oddajah Radia Trst A ter prevajala pravljice in daljše tekste. Prevedla je tudi spomine Renata Ferrarija Fabianovi iz Kobdilja. Prevajala je tudi za revijo Zaliv pri kateri je postala leta 1971 upravnica.